# 프랑스 노동당
프랑스 노동자당(프랑스어: Parti Ouvrier Français, POF)은 1880년 쥘 게드와 카를 마르크스의 사위인 폴 라파르그 (유명한 게으를 권리를 쓴 사람으로, 노동 그 자체를 비판하며 "노동할 권리"라는 자유주의적 도덕 체계를 강하게 비판했다)가 설립한 프랑스의 사회주의 정당이었다. 혁명적인 정당으로서, 자본주의를 폐지하고 그 자리에 공산주의 사회를 건설하는 것을 목표로 했다.
이 정당은 1879년에 설립된 프랑스 사회주의 노동자 연맹에서 폴 브루스의 가능주의자들과의 분열 이후 분리되면서 시작되었다. 마르크스, 라파르그, 프리드리히 엥겔스의 도움으로 게드가 작성한 당의 강령은 창당 대회에서 승인되었다. 이 정당은 1893년에 공식적으로 POF가 되었다.
1902년, 이 정당은 블랑키주의자 혁명 중앙 위원회와 합병하여 프랑스 사회당을 형성했고, 1905년에는 장 조레스의 프랑스 사회당과 최종적으로 합병하여 노동자 인터내셔널 프랑스 지부(SFIO)를 형성했다. 1920년 프랑스 공산당 창설로 이어진 분열을 이끌고 뤼마니테 신문을 편집했던 마르셀 카섕은 1891년에 POF의 당원이 되었다.
노르주, 파드칼레주, 루아르주, 알리에주는 POF의 주요 선거 거점이었다.

## 주요 구성원
- 쥘 게드 (1845–1922), 창립 멤버이자 선출된 의원
- 폴 라파르그 (1842–1911), 카를 마르크스의 사위이자 선출된 의원
- 마르셀 카섕 (1869–1958), 1891년부터 당원, 1920년 SFIO 투르 분열을 이끌었으며, 미래의 뤼마니테 국장
- 알렉상드르 브라케-데루소([[:fr:{{{3}}}|프랑스어판]]) (1861–1955), 교수 (그리스 철학)이자 미래의 SFIO 선출 의원
- 알렉상드르 제바에스([[:fr:{{{3}}}|프랑스어판]]) (1873–1953), 이제르주 선출 의원 (1898–1910)
- 베르나르 카데나 (1853–1930), 구두 수선공, 부슈뒤론주 선출 의원 (1898–1919 및 1924–1930) 및 마르세유 시장 (1910–1912)
- 율리스 파스트르 (1864–1930), 연구원이자 가르주 선출 의원 (1898–1910)
- 장-바티스트 베네제슈([[:fr:{{{3}}}|프랑스어판]]) (1852–1909), 인쇄공, 에로주 선출 의원 (1898–1909) 및 활판 인쇄공 노동조합 회장
- 르네 쇼뱅([[:fr:{{{3}}}|프랑스어판]]) (1860–1936), 이발사, 센 선출 의원 (1893–1898) 및 미용사 노동조합 설립자로서 1914년 SFIO를 탈퇴하고 계급 투쟁으로의 회귀를 주장하는 소규모 노동자당을 설립했다
- 위베르 라가르델 (1875–1968), 혁명적 생디칼리스트
- 프로스페르 페레로([[:fr:{{{3}}}|프랑스어판]]), 1898–1910년 마르세유 선출 의원, 툴롱 시장 (1893) 및 총평의회 부회장 (1914–1915)
- 장 베르트랑, 코르베이 선출 의원
- 피에르 멜랭 (1863–1929) 루시어, 발랑시엔 노동 법원 부회장 및 선출 의원
- 조르주 바셰르 드 라푸주 (1854–1936), 반유대주의 인류학자 및 우생학자, 공화국 검사 및 교수

## 같이 보기
- 19세기 프랑스
- 프랑스 제3공화국
- 프랑스 좌파의 역사
- 마르크스주의
- 사회주의
- 황색 사회주의

## 참고 문헌

### 프랑스어
- C. Willard C. (1965). Le Mouvement socialiste en France, 1893-1905. Les guesdistes. Ed. sociales.
- J. Verlhac (1997). La formation de l’unité socialiste (1898-1905). L'Harmattan. Reissue of a memoir published in 1947